# Aserbajdsjanske SSR
Den Aserbajdsjanske Sovjetsocialistiske Republik eller Aserbajdsjanske SSR (azeri: Azərbaycan Sovet Sosialist Respublikası; russisk: Азербайджанская Советская Социалистическая Республика [АзССР]) var en unionsrepublik i Sovjetunionen i årene 1920 til 1991.
Etableredes den 28. april 1920 som den Aserbajdsjanske SSR. Fra 12. marts 1922 til 5. december 1936, var det en del af Transkaukasiske SFSR sammen med Armenske SSR og Georgiske SSR. I december 1922 blev Transkaukasiske SFSR del af det nyligt oprettede Sovjetunionen. Aserbajdsjanske SSR's forfatning blev godkendt af 9. Ekstraordinære Aserbajdsjanske Sovjetkongres den 14. marts 1937. Den 19. november 1990 blev Aserbajdsjanske SSR omdøbt til "Republikken Aserbajdsjan," men forblev i Sovjetunionen i endnu et år før uafhængigheden den 25. december 1991 trådte i kraft.
40°18′N 47°42′Ø / 40.3°N 47.7°Ø